# 伊萨克 (库车)
伊萨克（？—1842年），清朝回部出身的大臣，库车人，固山贝子鄂对的孙子，鄂斯𫞩次嫡子。
伊萨克开始是阿克苏阿奇木伯克，嘉庆二十一年（1816年），因为孜牙墩案获罪，降为五品伯克。道光二年（1822年），调任沙雅尔阿奇木伯克，道光六年（1826年），因为侄子迈哈默特鄂对私通张格尔，而被削爵，承袭贝子品级。嗣为阿克苏阿奇木伯克。道光七年（1827年），随同清军攻打张格尔，调任喀什噶尔阿奇木伯克，跟随参赞大臣杨芳领军追击叛军，在喀尔铁盖山擒获张格尔。晋封郡王，授为喀什噶尔帮办大臣，图形紫光阁。时年，浩罕伯克派兵护送张格尔的哥哥玉素普和卓入侵，占据喀什噶尔回城，围攻新城（今疏勒县）。参赞大臣札隆阿诬告他通敌，将他囚禁。平乱後，他被昭雪，居住在京师，三年后因病回原籍。